# 柳德维尼夫卡 (布恰区)
50°22′54″N 29°49′42″E / 50.38167°N 29.82833°E
柳德維尼夫卡（烏克蘭語：Людвинівка）是位於烏克蘭北部的村莊，由基辅州布恰区的馬卡里夫市鎮負責管轄。該村始建於1815年，面積0.25平方公里，海拔高度177米，2001年人口541。